# Skylar Thompson
Skylar John Thompson (Palmyra, Misuri, 4 de junio de 1997) más conocido como Skylar Thompson, es un jugador profesional estadounidense de fútbol americano que se desempeña en la posición de quarterback en Pittsburgh Steelers, equipo de la National Football League (NFL).

## Carrera
Fue seleccionado en la séptima ronda en la Reunión Anual de Selección de Jugadores de la NFL de 2022. Hizo su debut profesional con el equipo Miami Dolphins, donde jugó dos temporadas.
El 14 de enero de 2025, los Pittsburgh Steelers firmaron a Thompson con un contrato de reserva/futuro.